# Anomala flaviana
Anomala flaviana är en skalbaggsart som beskrevs av Ohaus 1919. Anomala flaviana ingår i släktet Anomala och familjen Rutelidae. Inga underarter finns listade i Catalogue of Life.